# Section Paloise
Section Paloise, även känd som Pau, är en professionell rugbyklubb baserad i Pau, Frankrike. De tävlar i Top 14, Frankrikes högsta rugbydivision, samt i EPCR Challenge Cup. Klubben har en rik historia och har vunnit Bouclier de Brennus tre gånger (1928, 1946, 1964) samt European Challenge Cup år 2000. De tog också hem den franska Pro D2-titeln 2015.
Section Paloise spelar sina hemmamatcher på Stade du Hameau och är en symbol för Béarn-kulturen i regionen. Klubben sponsras av TotalEnergies, ett företag med djupa historiska rötter i området. Under åren har klubben fostrat flera franska landslagsspelare och har även varit hem för internationella rugby-stjärnor.